# Cryptochetum aenescens
Cryptochetum aenescens är en tvåvingeart som först beskrevs av Meijere 1916.  Cryptochetum aenescens ingår i släktet Cryptochetum och familjen Cryptochetidae. Inga underarter finns listade i Catalogue of Life.